# Arthur Ballin
Edwin Arthur Ballin (* 23. April 1882 in Hamburg; † unbekannt) war ein deutscher kaufmännischer Angestellter und Politiker.

## Leben
Er gehörte von 1920 bis 1921 der Hamburgischen Bürgerschaft an, er war Mitglied der Deutschen Demokratischen Partei.